# Заварзін Федір Михайлович
Федір Михайлович Заварзін (рос. Фёдор Михайлович Заварзин; нар. 1914 — пом. ?) — російський радянський футболіст, захисник та нападник.

## Життєпис
Футбольну кар'єру розпочав 1935 року в краснодарському «Спартаку». У 1939 році грав за сталінський «Стахановець», в складі якого дебютував у вищій за рівнем лізі СРСР, де провів 1 матч. По ходу сезону 1939 року повернувся в краснодарський «Спартак».
З 1944 по 1949 рік виступав за краснодарське «Динамо», з яким двічі ставав чемпіоном Північного Кавказу в 1944 і 1945 роках, а також в 1948 році став чемпіоном РРФСР, був капітаном команди. У сезоні 1949 року в одному з матчів «відзначився» автоголом.

## Досягнення
- Чемпіонат РРФСР
  -  Чемпіон (1): 1948

- Чемпіонат Північного Кавказу
  -  Чемпіон (2): 1944, 1945